# Měls mě vůbec rád
Měls mě vůbec rád je název prvního alba zpěvačky Ewy Farné. Bylo vydáno 6. listopadu 2006 a obsahuje 12 skladeb. Za toto album, kterého se prodalo více než 25 000 kusů, získala Ewa Farna platinovou desku.

## Seznam skladeb
| Pořadí         | Název                           | Autor                                                        | Český text            | Délka |
| -------------- | ------------------------------- | ------------------------------------------------------------ | --------------------- | ----- |
| 1.             | Měls mě vůbec rád               | Daniel Gibson, Jörgen Ringqvist                              | Petra Glosr Cvrkalová | 3:04  |
| 2.             | Zapadlej krám                   | Gibson, Han’some                                             | Cvrkalová             | 3:24  |
| 3.             | Kočka na rozpálený střeše       | Steffan Fernande, Lisette Alea, Andreas Hemmth               | Cvrkalová             | 2:32  |
| 4.             | Bez tebe to zkouším             | Honza Ponocný                                                |                       | 2:52  |
| 5.             | Klam                            | Tomasz Lubert, Dorota Rabczewska                             | Jana Rolincová        | 3:34  |
| 6.             | Víkend                          | Fernande, Luca Chiravalli, Pierre Guimard                    | Cvrkalová             | 2:45  |
| 7.             | Zavři oči                       | Rolincová, Daniel Hádl                                       |                       | 3:25  |
| 8.             | Jak motýl                       | Rolincová, Lešek Wronka                                      |                       | 4:13  |
| 9.             | L.Á.S.K.A.                      | Rolincová, Hádl                                              |                       | 3:29  |
| 10.            | Nebojím se                      | Fernande, Alea, Hemmth                                       | Cvrkalová             | 2:48  |
| 11.            | Jen spát                        | Wronka, Cvrkalová                                            |                       | 3:35  |
| 12.            | Tam Gdzie Ty (bonusová skladba) | Lauren Christy, Scott Alspach, Graham Edwards, Avril Lavigne |                       | 3:49  |
| Celková délka: | Celková délka:                  | Celková délka:                                               | Celková délka:        | 39:30 |

## Obsazení
- Ewa Farna – zpěv
- Honza Ponocný – kytara
- Jan Lstibůrek – baskytara
- Roman Lomtadze – bicí
- Daniel Hádl – klávesy, programming
- David Solař – klávesy, programming